# خايمي الثاني كونت أورغل
خايمي الثاني، كونت أورغل (1380 - 1 يونيو 1433) هو آخر كونت أورغل (1413-1408)، هو سليل فرع صغير من أسرة برشلونة، وأيضا كان أحد مرشحين لـ تاج أراغون خلال وفاة مارتن الأول ملك أراغون، ولكن بعد تسوية كاسبي تم انتخاب فرناندو دي تراستامارا كـ فرناندو الأول بحيث كان حفيد بيدرو الرابع ملك أراغون من ناحية ابنته، ودخل معه في نزاع عسكري حتى اعلان استسلام في عام 1413 وخسر معها الكونتية.